# 老四平镇
老四平镇，是中华人民共和国辽宁省铁岭市昌图县下辖的一个乡镇级行政单位。

## 行政区划
老四平镇下辖以下地区：
老四平社区、徐家村、泉沟村、东义和村、光辉村、老平村、丰产村、陈家油坊村、乔家店村、金山村和辽宁省换热设备产业基地社区。